# Agrypnus turkestanicus
Agrypnus turkestanicus is een keversoort uit de familie kniptorren (Elateridae). De wetenschappelijke naam van de soort is voor het eerst geldig gepubliceerd in 1902 door Schwarz.